# Imbrasia eblis
Imbrasia eblis är en fjärilsart som beskrevs av John Kern Strecker 1876. Imbrasia eblis ingår i släktet Imbrasia och familjen påfågelsspinnare. Inga underarter finns listade i Catalogue of Life.